# Python 4
A Python 4 infravörös önirányítású, kis hatótávolságú légiharc-rakéta, melyet a Python 3 leváltására hoztak létre Izraelben.
A Python 4 elődeinél lényegesen nagyobb manőverezőképességű, ezért nem csak a repülőgép előtt lévő célokra indítható, hanem lényegesen nagyobb szögtartományban (az előd Python 3 az indító gép hossztengelyétől ±30°-on belül lévő célokra tud befogni, ez egyes források szerint a Python 4-nél meghaladja a ±60°-ot). Lehetőség van a célt a pilóta sisakjába épített kijelzővel megjelölni, ilyenkor a pilóta csak ránéz a célra, és indíthatja a rakétát. Szembetámadott, intenzíven manőverező repülőgépek esetén, ha a rakéta a célt nem tudja eltalálni, mellette elhaladva, intenzív fordulót hajt végre, és megkísérli a célt újból eltalálni, ezúttal hátulról közelítve. A rakéta kompatibilis az AIM–9 Sidewinderrel, ugyanarra az indítósínre függeszthető. Utódja a Python 5, szinte megegyező külsővel, de lényegesen korszerűbb elektronikával. A rakétából fejlesztették ki a Derby aktív lokátoros önirányítású légiharc-rakétát.

## Külső hivatkozások
- Fourth Generation AAMs – The Rafael Python 4 by Carlo Kopp – Fighter Tactics Academy site
- Python 4 – A Leader in Short Range Air-to-Air Weapon Systems – Az Israeli-Weapons.com cikke